# Independent Women Part III
Independent Women Part III è il secondo EP del gruppo musicale sudcoreano miss A, pubblicato nel 2012 dall'etichetta discografica JYP Entertainment insieme a Universal Music e KMP Holdings.

## Il disco
Il disco omaggia la canzone "Independent Women Part I" delle Destiny's Child, idoli del gruppo. La title track "I Don't Need a Man" è un brano southern hip hop su delle giovani donne che lavorano duramente e vivono senza dipendere da un uomo. "If I Were a Boy" ottenne un discreto successo nelle classifiche musicali. Solo "I Don't Need a Man", "If I Were a Boy" e "Time's Up" sono state successivamente inserite nell'album delle miss A Hush.

## Tracce
1. I Don't Need a Man (남자 없이 잘 살아) – 3:30 (Park Jin-young)
2. Ma Style – 3:28 (Deez)
3. If I Were a Boy – 2:56 (testo: Kim Eun Soo – musica: Phil Thornalley, Hauge Mads Louis, Green Jonathan Ian)
4. Madness (feat. Taecyeon dei 2PM) – 4:07 (testo: Kim Eana – musica: East4A)
5. Time's Up – 3:52 (Rphabet)

Tracce aggiuntive dell'edizione deluxe taiwanese
1. I Don't Need a Man (没有男人也能好好的) (versione cinese) – 3:30 (Park Jin-young)
2. Touch – 3:57 (Park Jin-young)
3. Lips – 3:34 (testo: Billion Dollar Baby – musica: Redd Stylez, Nikki Flores, Alexander Palmer, Billion Dollar Baby)
4. Rock 'n' Rule – 3:19 (testo: Noday – musica: Noday, Park Ji-ho)
5. No Mercy – 3:28 (Hong Ji-sang)
6. Over U – 3:08 (testo: Kim Eun-soo, Ursula Yancy, Billion Dollar Baby – musica: Yoon Sung-ho, Noday)
7. Touch (Newport Mix) – 3:22 (Park Jin-young)
8. Touch (versione cinese) – 3:57 (Park Jin-young)

## Formazione
- Fei – voce
- Jia – rapper, voce
- Min – voce, rapper
- Suzy – voce

## Classifiche
| Classifica (2012) | Posizione massima |
| ----------------- | ----------------- |
| Corea del Sud     | 4                 |